# یخچال ویدما
یخچال ویدما (انگلیسی: Viedma Glacier) یخچال طبیعی بزرگی است که بخشی از میدان یخچالی عظیم پاتاگونیای جنوبی به شمار می‌رود و در انتهای جنوبی سرزمین اصلی آمریکای جنوبی قرار دارد. ویدما نوعی یخچال دره‌ای است و یخچال‌پوز غنی از یخرفت آن به سمت انتهای غربی دریاچه ویدما جریان دارد و این دریاچه با ذوب یخ‌های این یخچال تغذیه می‌شود.
یخچال ویدما در محدوده مرزی میان آرژانتین و شیلی قرار دارد. بخش آرژانتینی این یخچال در پارک ملی لس‌گلاسیرز واقع شده است که در سال ۱۹۸۱ به عنوان میراث جهانی یونسکو ثبت شده است. بخش شیلیایی این یخچال نیز در محدوده پارک ملی Bernardo O'Higgins قرار دارد.
میدان یخچالی پاتاگونیای جنوبی 13,000 کیلومتر مربع مساحت دارد و یخچال ویدما یکی از ۴۸ یخچال خروجی از این میدان یخچالی است که هر کدام مساحتی بیش از ۲۰ کیلومتر مربع از این میدان را در بر دارند.